# 25 marca
25 marca jest 84. (w latach przestępnych 85.) dniem w kalendarzu gregoriańskim. Do końca roku pozostaje 281 dni.
Do 1752 była to oficjalna data początku roku w Anglii (wg kalendarza juliańskiego).

## Święta
- Imieniny obchodzą: Anuncjata, Baroncjusz, Dezyderiusz, Dezydery, Dula, Dyzma, Ireneusz, Jozafata, Kwiryn, Lucja, Lutogniew, Lutomysł, Łucja, Małgorzata, Maria, Mariola, Nikodema, Pelagiusz, Prokop, Sławobora i Wolimir.
- Białoruś – Dzień Wolności
- Cypr – Dzień Greckiej Niepodległości
- Grecja – Święto Niepodległości
- Słowenia – Dzień Matki
- Międzynarodowe:
  - Międzynarodowy Dzień Solidarności z Uwięzionymi i Zaginionymi Pracownikami ONZ
  - Międzynarodowy Dzień Pamięci Zniesienia Transatlantyckiego Handlu Niewolnikami (ustanowione przez Zgromadzenie Ogólne ONZ w 2006)
- Wspomnienia i święta w Kościele katolickim obchodzą[2][3]:
  - Dzień Świętości Życia
  - Zwiastowanie Pańskie (poczęcie Jezusa Chrystusa)
  - bł. Małgorzata Flesch (zakonnica)
  - Małgorzata Clitherow (męczennica)

## Wydarzenia w Polsce
- 1153 – Jan Gryfita wystawił dokument fundacyjny opactwa cysterskiego, w którym pierwszy raz została użyta nazwa Jędrzejów.
- 1557 – Na mocy przywileju nadanego przez króla Zygmunta II Augusta w Toruniu odbyło się pierwsze publiczne nabożeństwo ewangelickie.
- 1602 – Wojna polsko-szwedzka o Inflanty: wojska polskie rozpoczęły oblężenie Fellina.
- 1629 – Ks. kan. Bartłomiej Robakowski dokonał wprowadzenia bernardynów do ich nowo wybudowanych kościoła i klasztoru w Rzeszowie.
- 1692 – U ujścia Zbrucza do Dniestru rozpoczęto budowę twierdzy Okopy Świętej Trójcy.
- 1809 – Stanisław Kostka Potocki został prezesem Rady Ministrów Księstwa Warszawskiego.
- 1888 – Chemik Zygmunt Wróblewski został ciężko poparzony w pożarze swego laboratorium w Krakowie. Zmarł w szpitalu 16 kwietnia.
- 1925 – Stanisław Grabski został ministrem wyznań religijnych i oświecenia publicznego w drugim rządzie Władysława Grabskiego.
- 1926 – Założono Instytut Badań Artylerii.
- 1931 – Poświęcono protestancki kościół Zbawiciela w Żorach.
- 1933 – Sejm RP przyjął ustawę o Orderze Virtuti Militari.
- 1936 – W Krakowie odbył się demonstracyjny pogrzeb 10 robotników zastrzelonych przez policję w czasie rozpędzania demonstracji 23 marca. W mieście ogłoszono strajk powszechny.
- 1937 – W wyniku katastrofy kolejowej na stacji Rudniki pod Częstochową zginęło 6 osób, a ponad 20 zostało rannych.
- 1945:
  - Drużyny Polonii i Okęcia Warszawa rozegrały pierwszy mecz piłkarski w wyzwolonej stolicy.
  - W Kryłowie koło Hrubieszowa oddział UPA dokonał masakry 17 funkcjonariuszy MO i 28 cywilów.
- 1957 – Zawarto porozumienie o kolejnej fali wysiedleńczej Polaków z Kresów Wschodnich.
- 1960 – W Teatrze Dramatycznym w Warszawie odbyła się prapremiera Kartoteki Tadeusza Różewicza.
- 1968 – Za obronę studentów biorących udział w wydarzeniach marcowych zwolniono z uczelni: Bronisława Baczkę, Zygmunta Baumana, Włodzimierza Brusa, Marię Hirszowicz, Leszka Kołakowskiego i Stefana Morawskiego.
- 1973 – Premiera 1. odcinka serialu telewizyjnego Wielka miłość Balzaka w reżyserii Jacqueline Audry i Wojciecha Solarza.
- 1976 – Henryk Jabłoński został wybrany przez Sejm przewodniczącym Rady Państwa na drugą kadencję.
- 1977 – Założono Ruch Obrony Praw Człowieka i Obywatela (ROPCiO).
- 1985 – Premiera filmu Baryton w reżyserii Janusza Zaorskiego.
- 1992 – Papież Jan Paweł II zreoganizował podział administracyjny Kościoła katolickiego w Polsce. Powstało 13 metropolii z 38 diecezjami.
- 1994 – Sejm RP przyjął ustawę o ustroju miasta stołecznego Warszawy.
- 1995 – Rozpoczęto radiowe transmisje apelu jasnogórskiego.
- 1996 – Rozpoczęła się oficjalna wizyta brytyjskiej pary królewskiej – Elżbiety II i księcia Filipa.
- 2022 – Rozpoczęła się dwudniowa wizyta prezydenta USA Joego Bidena.

## Wydarzenia na świecie
- 421 – Według legendy w południe została założona Wenecja.
- 708 – Konstantyn został wybrany 88. papieżem.
- 717 – Leon III Izauryjczyk został koronowany na cesarza bizantyjskiego.
- 1005 – Król Szkocji Kenneth III zginął w bitwie pod Monzievaird z rąk swego kuzyna i następcy Malcolma II.
- 1171 – Papież Aleksander III ekskomunikował czterech zabójców arcybiskupa Canterbury Tomasza Becketa.
- 1199 – W czasie oblężenia francuskiego zamku Châlus-Chabrol król Anglii Ryszard I Lwie Serce został trafiony bełtem przez jednego z obrońców, co pociągnęło za sobą zakażenie i jego śmierć 6 kwietnia.
- 1221 – Robert de Courtenay został koronowany na władcę Cesarstwa Łacińskiego.
- 1223 – Sancho II został królem Portugalii.
- 1306 – Robert I Bruce został królem Szkocji.
- 1409 – Rozpoczął się sobór w Pizie.
- 1420 – Zwycięstwo husytów nad wojskami katolickimi w bitwie pod Sudomierzem.
- 1436 – Papież Eugeniusz IV poświęcił katedrę Santa Maria del Fiore we Florencji.
- 1514 – Poświęcono kolegiatę św. Piotra i Pawła we włoskiej Carmagnoli.
- 1515 – Książę i margrabia Ansbach i książę Bayreuth Fryderyk Starszy Hohenzollern został uwięziony przez swojego najstarszego syna Kazimierza, osadzony w twierdzy Plassenburg i zmuszony do abdykacji.
- 1519 – W bitwie na równinie Cintla Hiszpanie pokonali Indian, rozpoczynając podbój Meksyku.
- 1527 – Wojska Konfederacji Państw Szanów zdobyły miasto Ava (obecnie Inwa w Birmie), stolicę Królestwa Ava.
- 1555 – Kapitan Alonso Díaz Moreno założył miasto Valencia w Wenezueli.
- 1609 – Do służby w Holenderskiej Kompanii Wschodnioindyjskiej wszedł okręt żeglarza i odkrywcy Henry’ego Hudsona „Halve Maen”.
- 1615 – Jezuita Roch González de Santa Cruz założył miasto Encarnación w Paragwaju (jako Nuestra Señora de la Encarnación de Itapúa).
- 1634 – Pierwsi angielscy osadnicy przybyli do Maryland.
- 1653 – Siostra Mechtylda od Najświętszego Sakramentu założyła w Paryżu klauzurowe zgromadzenie zakonne benedyktynek sakramentek.
- 1655 – Holenderski astronom Christiaan Huygens odkrył największy księżyc Saturna – Tytana.
- 1676 – Wojna Francji z koalicją hiszpańsko-austriacko-lotaryńską: zwycięstwo wojsk francuskich w bitwie pod Messyną.
- 1678 – Po tygodniowym oblężeniu przez Francuzów skapitulowała hiszpańska załoga twierdzy Ypern.
- 1714 – W Weimarże odbyła się premiera kantaty Himmelskönig, sei willkommen Johanna Sebastiana Bacha.
- 1725 – W Lipsku odbyła się premiera kantaty chorałowej Wie schön leuchtet der Morgenstern Johanna Sebastiana Bacha.
- 1751 – Adolf Fryderyk został królem Szwecji.
- 1793 – Wielka Brytania i Rosja zawarły sojusz przeciwko Francji.
- 1799 – II koalicja antyfrancuska: zwycięstwo wojsk austriackich nad francuską Armią Dunaju w bitwie pod Stockach.
- 1802 – II koalicja antyfrancuska: zawarto francusko-brytyjski pokój w Amiens.
- 1807:
  - Wielka Brytania zniosła niewolnictwo.
  - W Walii uruchomiono pierwszą regularną linię pasażerskiej kolei konnej.
- 1810 – Wojna na Półwyspie Iberyjskim: zwycięstwo wojsk francuskich nad hiszpańskimi w bitwie pod Ronquillo.
- 1811 – Francuski astronom Honoré Flaugergues odkrył kometę C/1811 F1 (Wielką Kometę 1811 roku), którą w Panu Tadeuszu opisał Adam Mickiewicz.
- 1814 – Wojna Francji z VI koalicją: zwycięstwo wojsk koalicji w bitwie pod Fère-Champenoise.
- 1821 – Grecja ogłosiła niepodległość (od Imperium Osmańskiego).
- 1822 – Komodor Matthew C. Perry odbył wyprawę szkunerem „Shark” do Key West w celu umieszczenia tam flagi amerykańskiej, co miało być znakiem przyłączenia archipelagu Florida Keys do Stanów Zjednoczonych.
- 1840 – Wojska separatystycznej Republiki Rio Grande poniosły klęskę w bitwie pod Morales z siłami meksykańskimi.
- 1848 – Gerrit Schimmelpenninck został pierwszym premierem Holandii.
- 1857:
  - Całkowite zaćmienie Słońca widoczne nad południowo-wschodnią Australią, Pacyfikiem i środkowym Meksykiem.
  - Francuz Édouard-Léon Scott de Martinville opatentował fonautograf, pierwsze urządzenie służące do zapisu dźwięku.
- 1864 – Wojna secesyjna: zwycięstwo Konfederatów w bitwie pod Paducah.
- 1865 – Pedro Antonio Pimentel został prezydentem Dominikany.
- 1876 – Agostino Depretis został premierem Włoch.
- 1894 – Poświęcono bazylikę katedralną Matki Bożej Królowej Świata w Montrealu.
- 1903 – Założono argentyński klub piłkarski Racing Club de Avellaneda.
- 1908 – W brazylijskim Belo Horizonte założono klub piłkarski Clube Atlético Mineiro.
- 1910 – Wszedł do służby japoński pancernik „Satsuma”.
- 1911 – W pożarze szwalni Triangle Shirtwaist Factory w Nowym Jorku zginęło 146 osób, a 71 zostało rannych.
- 1913 – Ok. 400 osób zginęło w powodzi w Dayton w amerykańskim stanie Ohio.
- 1917 – W Mińsku rozpoczęła się konferencja Białoruskiej Socjalistycznej Hromady podczas której powołano Białoruski Komitet Narodowy.
- 1918 – Proklamowano niepodległość Białoruskiej Republiki Ludowej.
- 1922 – Założono Brazylijską Partię Komunistyczną (PCB).
- 1924 – Proklamowano Drugą Republikę Grecką.
- 1927 – Wszedł do służby japoński lotniskowiec „Akagi”.
- 1930 – Auguste Adib Pacha został po raz drugi premierem Libanu pod mandatem francuskim.
- 1931 – Dokonano oblotu brytyjskiego dwupłatowego myśliwca Hawker Fury.
- 1934 – We Włoszech odbyły się jednopartyjne wybory parlamentarne w formie plebiscytu, w których, wg oficjalnych danych, 99,84% głosujących zatwierdziło kandydatów zgłoszonych przez Wielką Radę Faszystowską.
- 1935:
  - Paul van Zeeland został premierem Belgii.
  - Premiera radzieckiego filmu fantasy (częściowo animowanego) Nowy Guliwer w reżyserii Aleksandra Ptuszko, na podstawie powieści Jonathana Swifta Podróże Guliwera.
- 1936 – Podpisano brytyjsko-francusko-amerykański traktat londyński w sprawie ograniczenia zbrojeń morskich.
- 1939 – Rząd włoski przekazał Albanii ultimatum, żądając jej zgody aneksję. Po jego odrzuceniu wojska włoskie 7 kwietnia rozpoczęły inwazję.
- 1941:
  - Jugosławia przystąpiła do Paktu trzech.
  - Niemiecki krążownik pomocniczy HSK „Thor” zatopił u zachodniego wybrzeża Afryki płynący do Bombaju statek pasażerski „Britannia”, w wyniku czego zginęło 122 członków załogi i 127 pasażerów.
- 1943:
  - Ata Bej al-Ajjubi został prezydentem Syrii.
  - Wojna na Pacyfiku: lotnictwo amerykańskie dokonało pierwszego nalotu bombowego na okupowaną przez Japończyków wyspę Nauru.
- 1945 – Około 180 robotników przymusowych (węgierskich Żydów) zostało zamordowanych w austriackim Rechnitz.
- 1947 – W wyniku eksplozji w kopalni węgla kamiennego w Centralii w amerykańskim stanie Illinois zginęło 111 górników.
- 1949:
  - Rozpoczęła się druga fala deportacji dziesiątek tysięcy obywateli Estonii, Łotwy i Litwy do syberyjskich łagrów.
  - Ukazało się pierwsze wydanie francuskiego tygodnika „Paris Match”.
- 1951 – Otwarto synagogę Neve Shalom w Stambule.
- 1954 – Odbyła się 26. ceremonia wręczenia Oscarów.
- 1955 – Dokonano oblotu amerykańskiego myśliwca Chance Vought F-8 Crusader.
- 1957 – Przedstawiciele rządów Francji, Włoch, Niemiec, Belgii, Holandii i Luksemburga podpisali Traktaty rzymskie, tworzące Europejską Wspólnotę Gospodarczą (EWG) i Europejską Wspólnotę Energii Atomowej (EURATOM).
- 1958:
  - Dokonano oblotu myśliwca przechwytującego Avro Canada CF-105 Arrow.
  - Została poświęcona bazylika św. Piusa X w Lourdes.
- 1960:
  - Fernando Tambroni został premierem Włoch.
  - Odcięta głowa Olivera Cromwella, lorda protektora Anglii, Szkocji i Irlandii w latach 1653–58, została ponownie pochowana w nieujawnionym miejscu na terenie Sidney Sussex College w Cambridge.
  - W Londynie odbył się 5. Konkurs Piosenki Eurowizji.
- 1962 –W Oranie w Algierii został aresztowany gen. Edmond Jouhaud, jeden z przywódców Organizacji Tajnej Armii (OAS).
- 1966 – Pięciu wspinaczy po raz pierwszy zdobyło szczyt Eiger (3970 m n.p.m.) w Alpach Berneńskich we Szwajcarii od jego pionowej północnej ściany o wysokości 1800 m.
- 1969 – Feldmarszałek Muhammad Ayub Khan ustąpił ze stanowiska prezydenta Pakistanu, a jego nastęcą został gen. Yahya Khan.
- 1970 – W USA zakończył się tygodniowy, pierwszy w historii strajk poczty.
- 1971:
  - Dokonano oblotu samolotu transportowego Ił-76.
  - Wojsko pakistańskie rozpoczęło pacyfikację Bengalu Wschodniego, aresztując Mudżibura Rahmana i zabijając wielu innych zwolenników niepodległego Bangladeszu.
- 1972 – W Edynburgu odbył się 17. Konkurs Piosenki Eurowizji.
- 1975 – Król Arabii Saudyjskiej Fajsal ibn Abd al-Aziz Al Su’ud został zastrzelony przez swego bratanka.
- 1977 – Josef Ratzinger został mianowany przez papieża Pawła VI arcybiskupem Monachium i Fryzyngi.
- 1979 – Pierwszy w pełni funkcjonalny amerykański wahadłowiec Columbia został dostarczony do Centrum Kosmicznego im. Johna F. Kennedy’ego na Florydzie.
- 1981 – Na kanaryjskiej wyspie La Gomera założono Park Narodowy Garajonay.
- 1982:
  - Brytyjski parlament przyjął ustawę (Canada Act) usuwającą ostatnie zależności legislacyjne Kanady i nadającą jej pełną suwerenność.
  - Ustanowiono stopień marszałka NRD.
- 1984 – Papież Jan Paweł II podpisał adhortację Redemptionis donum.
- 1985 – Odbyła się 57. ceremonia wręczenia Oscarów.
- 1987 – Jan Paweł II wydał encyklikę Redemptoris Mater.
- 1988 – W Orlando na Florydzie Artur Wojdat, jako drugi polski pływak w historii, ustanowił rekord świata na 400 m stylem dowolnym (3.47,38).
- 1990:
  - Na Węgrzech odbyły się pierwsze po upadku komunizmu demokratyczne wybory parlamentarne.
  - W wyniku podpalenia nielegalnego latynoskiego klubu nocnego Happy Land na nowojorskim Bronksie zginęło 87 osób.
  - Wystartowała brytyjska stacja telewizyjna Sky Sports.
- 1991 – Odbyła się 63. ceremonia wręczenia Oscarów.
- 1992 – Utworzono Uniwersytet Trnawski na Słowacji.
- 1994:
  - Niemieccy neonaziści podpalili synagogę w Lubece. Był to pierwszy taki incydent od czasu zakończenia II wojny światowej.
  - Po 16 miesiącach ostatni żołnierze amerykańscy opuścili Somalię.
- 1995 – Jan Paweł II wydał encyklikę Evangelium Vitae.
- 1996:
  - Odbyła się 68. ceremonia wręczenia Oscarów.
  - Wielka Brytania, Francja i USA jako 3 ostatnie mocarstwa atomowe podpisały protokoły do traktatu z Rarotonga z 6 sierpnia 1985 roku, ustanawiającego strefę bezatomową na obszarze południowego Pacyfiku.
- 1999:
  - John Bani został prezydentem Vanuatu.
  - W Estonii powstał drugi rząd Marta Laara.
- 2000:
  - Jan Paweł II odwiedził Bazylikę Zwiastowania w Nazarecie w Izraelu.
  - Prezydent USA Bill Clinton przybył z do Pakistanu z pierwszą wizytą na tym szczeblu od 1969 roku.
- 2001:
  - Dania, Finlandia, Szwecja oraz należące do Europejskiego Stowarzyszenia Wolnego Handlu (EFTA) Islandia i Norwegia przystąpiły do układu z Schengen.
  - Odbyła się 73. ceremonia wręczenia Oscarów.
- 2002 – Około 2 tys. osób zginęło w trzęsieniu ziemi w afgańskiej prowincji Baghlan.
- 2003 – II wojna w Zatoce Perskiej: zwycięstwo wojsk alianckich w bitwie pod Umm Qasr.
- 2005:
  - Białoruskie siły bezpieczeństwa stłumiły tzw. dżinsową rewolucję.
  - Otwarto dla zwiedzających wystawę Expo 2005 w japońskiej prefekturze Aichi.
  - Tulipanowa rewolucja: Kurmanbek Bakijew został tymczasowym prezydentem Kirgistanu w miejsce obalonego Askara Akajewa.
- 2007:
  - Adam Małysz po raz czwarty (i ostatni) w karierze zdobył Kryształową Kulę Pucharu Świata w skokach narciarskich.
  - Niemiecka terrorystka z Frakcji Czerwonej Armii (RAF) Brigitte Mohnhaupt została po 24 latach zwolniona przedterminowo z więzienia.
  - Sidi uld Szajch Abdallahi wygrał wybory prezydenckie w Mauretanii.
- 2008:
  - II wojna w Zatoce Perskiej: rozpoczęła się bitwa o Basrę.
  - Yousaf Raza Gilani został premierem Pakistanu.
  - Wojsko komoryjskie wspierane przez siły Unii Afrykańskiej dokonało inwazji na zbuntowaną wyspę Anjouan.
- 2009 – Klaus Tschütscher został premierem Liechtensteinu.
- 2012 – Były premier Senegalu Macky Sall zwyciężył w II turze wyborów prezydenckich nad urzędującym prezydentem Abdoulaye Wade.
- 2013 – Mir Hazar Khan Khoso został premierem Pakistanu.
- 2014 – Dżoomart Otorbajew został premierem Kirgistanu.
- 2016 – 41 osób zginęło, a 105 zostało rannych w samobójczym zamachu bombowym na stadionie piłkarskim w mieście Al-Iskandarijja pod Bagdadem.
- 2018 – 60 osób zginęło, a 79 odniosło obrażenia w pożarze centrum handlowego w rosyjskim Kemerowie.
- 2021:
  - Daniel Risch został premierem Liechtensteinu.
  - Został aresztowany dziennikarz i działacz mniejszości polskiej na Białorusi Andrzej Poczobut.

## Eksploracja kosmosui zdarzenia astronomiczne
- 1961 – Wystrzelono testowy statek kosmiczny Korabl-Sputnik 5 z psem Gwiazdeczką i manekinem Iwanem Iwanowiczem na pokładzie.
- 1996 – Kometa Hyakutake zbliżyła się na najmniejszą odległość do Ziemi.
- 2002 – Wystrzelono chiński statek kosmiczny Shenzhou 3 z manekinem w skafandrze na pokładzie.

## Urodzili się
- 850 – Seiwa, cesarz Japonii (zm. 880)
- 1252 – Konradyn Hohenstauf, książę Szwabii, król Sycylii i Neapolu, tytularny król Jerozolimy (zm. 1268)
- 1259 – Andronik II Paleolog, cesarz bizantyński (zm. 1332)
- 1297:
  - Andronik III Paleolog, cesarz bizantyński (zm. 1341)
  - Arnoszt z Pardubic, czeski duchowny katolicki, arcybiskup metropolita praski (zm. 1364)
- 1347 – Katarzyna ze Sieny, włoska zakonnica, stygmatyczka, święta (zm. 1380)
- 1434 – Eustochia Esmeralda Calafato, włoska klaryska, mistyczka, święta (zm. 1485)
- 1479 – Wasyl III, wielki książę moskiewski (zm. 1533)
- 1528 – Jakob Andreä, niemiecki teolog luterański (zm. 1590)
- 1533 – Filip, infant portugalski (zm. 1539)
- 1538:
  - Antonio Carafa, włoski kardynał (zm. 1591)
  - Christoph Clavius, włoski jezuita, matematyk, astronom, wykładowca akademicki pochodzenia niemieckiego (zm. 1612)
- 1541 – Franciszek I Medyceusz, wielki książę Toskanii (zm. 1587)
- 1546 – Veronica Franco, włoska poetka, kurtyzana (zm. 1591)
- 1547 – Georg Obrecht, niemiecki prawnik, ekonomista (zm. 1612)
- 1590 – (data chrztu) Andries van Eertvelt, flamandzki malarz, rysownik, grafik, marynista (zm. 1652)
- 1593 – Jan de Brébeuf, francuski jezuita, misjonarz, męczennik, święty (zm. 1649)
- 1598 – Rudolf Corby, angielski jezuita, męczennik, błogosławiony (zm. 1644)
- 1611 – Evliya Çelebi, turecki podróżnik, pisarz (zm. 1683)
- 1614 – Juan Carreño de Miranda, hiszpański malarz (zm. 1685)
- 1643 – Louis Moréri, francuski encyklopedysta (zm. 1680)
- 1660 – Samuel Crell-Spinowski, polski filozof, pastor i teolog braci polskich (zm. 1747)
- 1667 – Krzysztof Antoni Szembek, polski duchowny katolicki, arcybiskup gnieźnieński i prymas Polski (zm. 1748)
- 1699 – (data chrztu) Johann Adolf Hasse, niemiecki kompozytor (zm. 1783)
- 1715 – Maria Franciszka od Pięciu Ran Jezusa, włoska tercjarka franciszkańska, stygmatyczka, święta (zm. 1791)
- 1716 – Yuan Mei, chiński poeta (zm. 1798)
- 1727 – Gabriel Wodziński, polski duchowny katolicki, biskup smoleński (zm. 1788)
- 1728 – Mojżesz (Putnik), serbski biskup prawosławny (zm. 1790)
- 1739 – Edward August Hanowerski, książę Wielkiej Brytanii, Irlandii, Hanoweru oraz Yorku i Albany, hrabia Ulsteru, admirał (zm. 1767)
- 1758 – Richard Dobbs Spaight, amerykański prawnik, polityk (zm. 1802)
- 1762 – Thomas Alexandre Dumas, francuski generał (zm. 1806)
- 1767 – Joachim Murat, francuski dowódca wojskowy, marszałek Francji, książę Bergu, król Neapolu (zm. 1815)
- 1769 – Salvatore Viganò, włoski tancerz, choreograf, kompozytor (zm. 1821)
- 1780 – Giuseppe-Maria Molajoni, włoski duchowny katolicki, biskup nikopolski (zm. 1859)
- 1782 – Karolina Bonaparte, królowa Neapolu (zm. 1839)
- 1783 – Jean-Baptiste Paulin Guérin, francuski malarz (zm. 1855)
- 1784:
  - Antoni Calebotta, polski jezuita, teolog, pedagog pochodzenia chorwackiego (zm. 1828)
  - François Fétis, belgijski kompozytor, organista, muzykolog, krytyk muzyczny (zm. 1871)
- 1786 – Giovanni Battista Amici, włoski przyrodnik (zm. 1863)
- 1795 – Jacques Louis Randon, francuski dowódca wojskowy, marszałek Francji, polityk (zm. 1871)
- 1797 – Józef Napoleon Hutten-Czapski, polski działacz niepodległościowy i emigracyjny, uczestnik powstania listopadowego (zm. 1852)
- 1798 – Christoph Gudermann, niemiecki matematyk, wykładowca akademicki (zm. 1852)
- 1800 – Ernst Heinrich von Dechen, niemiecki górnik, geolog (zm. 1889)
- 1802 – Alois Josef Schrenk, czeski duchowny katolicki, biskup pomocniczy ołomuniecki, arcybiskup metropolita praski i prymas Czech (zm. 1849)
- 1807 – James Harris, brytyjski arystokrata, polityk (zm. 1889)
- 1808:
  - José de Espronceda, hiszpański poeta, dramaturg (zm. 1842)
  - Jerzy Jeschke, polski duchowny katolicki, biskup pomocniczy chełmiński (zm. 1881)
- 1809 – Jules Baillarger, francuski neurolog, psychiatra (zm. 1890)
- 1810 – Maximilian von Gagern, niemiecki i austriacki polityk (zm. 1889)
- 1818 – Isaac Stevens, amerykański generał-major, polityk (zm. 1862)
- 1819:
  - Louis Galewsky, niemiecki przemysłowiec pochodzenia żydowskiego (zm. 1895)
  - Venceslaus Ulricus Hammershaimb, farerski duchowny luterański, twórca nowoczesnej ortografii farerskiej (zm. 1909)
- 1825:
  - Maria od Opatrzności, francuska zakonnica, błogosławiona (zm. 1871)
  - Max Schultze, niemiecki anatom, histolog (zm. 1874)
- 1826 – Luigi Maria Bilio, włoski duchowny katolicki, biskup Sabiny, kardynał (zm. 1884)
- 1832 – Marino Fattori, sanmaryński polityk (zm. 1896)
- 1835 – Adolph Wagner, niemiecki ekonomista, polityk (zm. 1917)
- 1839 – Marianne Hainisch, austriacka feministka (zm. 1936)
- 1840 – Myles Keogh, irlandzko-amerykański dowódca wojskowy (zm. 1876)
- 1841 – Aniela Milewska, polska pisarka, publicystka (zm. 1896)
- 1843:
  - Ilja Cyon, rosyjsko-francuski fizjolog, polityk (zm. 1912)
  - Leon Frankowski, polski działacz niepodległościowy, uczestnik powstania styczniowego (zm. 1863)
- 1844:
  - Ferdinand Cohen-Blind, niemiecki zamachowiec pochodzenia żydowskiego (zm. 1866)
  - Adolf Engler, niemiecki botanik, fitogeograf, systematyk (zm. 1930)
  - Józef Rozwadowski, polski ichtiolog, filolog klasyczny (zm. 1937)
- 1846 – Anton Oberbeck, niemiecki fizyk (zm. 1900)
- 1847 – Pedro José Escalón, salwadorski polityk, prezydent Salwadoru (zm. 1923)
- 1848:
  - Ettore Ferrari, włoski rzeźbiarz, polityk, wolnomularz (zm. 1929)
  - Wolfgang Radnai, węgierski duchowny katolicki, biskup bańskobystrzycki (zm. 1935)
- 1849:
  - Agenor Maria Adam Gołuchowski, polski i austriacki prawnik, polityk, dyplomata (zm. 1921)
  - Zygmunt Richter, polski przemysłowiec (zm. 1921)
  - Nikołaj Saks, rosyjski malarz, działacz kulturalny, emigrant (zm. 1926)
- 1851 – Maria Amelia Ostaszewska, polska posiadaczka ziemska, działaczka społeczna (zm. 1918)
- 1852:
  - Charles Loomis Dana, amerykański neurolog, wykładowca akademicki (zm. 1935)
  - Caro Benigno Massalongo, włoski przyrodnik, wykładowca akademicki (zm. 1928)
- 1855:
  - François Bonne, francuski duchowny katolicki, misjonarz, biskup Tokio (zm. 1912)
  - Kenjirō Den, japoński polityk (zm. 1930)
  - Paul Merwart, francuski malarz, ilustrator pochodzenia polskiego (zm. 1902)
  - Józef Mycielski, polski historyk, publicysta (zm. 1918)
- 1856 – Max Uhle, niemiecki archeolog (zm. 1944)
- 1857:
  - Maria Deryng, polska aktorka (zm. 1918)
  - Auguste Serrurier, francuski łucznik sportowy (zm. 1924)
- 1858 – Ika Freudenberg, niemiecka sufrażystka (zm. 1912)
- 1859 – Leon Wałęga, polski duchowny katolicki, biskup tarnowski (zm. 1933)
- 1860 – Franciszek Fiszer, polski erudyta, filozof (zm. 1937)
- 1862 – Gabriel Korbut, polski bibliofil, bibliograf, pedagog (zm. 1936)
- 1865 – Joseph Langer, niemiecki malarz, konserwator dzieł sztuki, podróżnik (zm. 1918)
- 1867:
  - Grzegorz Chomyszyn, ukraiński duchowny greckokatolicki, biskup stanisławowski, męczennik, błogosławiony (zm. 1945)
  - Arturo Toscanini, włoski dyrygent (zm. 1957)
- 1870 – Friedrich Karl Arnold Schwassmann, niemiecki astronom (zm. 1964)
- 1871:
  - Hermann Abert, niemiecki muzykolog, filolog klasyczny (zm. 1927)
  - Marian Stanisław Abramowicz, polski działacz socjalistyczny, bibliotekarz, archiwista, zesłaniec (zm. 1925)
- 1874 – Sunjong, cesarz Korei (zm. 1926)
- 1877 – Alphonse de Châteaubriant, francuski arystokrata, pisarz, eseista (zm. 1951)
- 1880:
  - Midhat Frashëri, albański pisarz, publicysta, polityk (zm. 1949)
  - Filaret (Ramienski), rosyjski biskup prawosławny (zm. 1937)
- 1881:
  - Béla Bartók, węgierski kompozytor, pianista (zm. 1945)
  - Mary Webb, brytyjska pisarka (zm. 1927)
- 1882:
  - Maria Mokrzycka, polska śpiewaczka operowa (sopran) (zm. 1971)
  - Otto Neururer, austriacki duchowny katolicki, męczennik, błogosławiony (zm. 1940)
  - Kyūsaku Ogino, japoński ginekolog (zm. 1975)
- 1883 – Adam Kleczkowski, polski językoznawca, filolog germański (zm. 1949)
- 1884 – Marian Kontkiewicz, polski architekt (zm. 1926)
- 1885 – Mateiu Ion Caragiale, rumuński prozaik, poeta (zm. 1936)
- 1886 – Atenagoras I, patriarcha Konstantynopola (zm. 1972)
- 1887:
  - Chūichi Nagumo, japoński admirał (zm. 1944)
  - Tadeusz Parys, polski samorządowiec, farmaceuta, działacz społeczny (zm. 1940)
  - Stanisław Skiba, polski lekarz, doktor nauk medycznych, działacz plebiscytowy i niepodległościowy (zm. 1970)
- 1890:
  - Izrael Białkowicz, polski aktor pochodzenia żydowskiego (zm. 1959)
  - Dimityr Czorbadżijski, bułgarski pisarz (zm. 1967)
  - Stanisław Nowicki, polski rolnik, porucznik artylerii (zm. ?)
- 1891 – Józef Niećko, polski działacz ruchu ludowego, polityk, publicysta (zm. 1953)
- 1892:
  - Andy Clyde, szkocki aktor (zm. 1967)
  - Abraham Kupchik, amerykański szachista pochodzenia żydowskiego (zm. 1970)
- 1895 – Edmund Horton, amerykański bobsleista (zm. 1944)
- 1897:
  - Jean Epstein, francuski reżyser filmowy (zm. 1953)
  - Marian Hełm-Pirgo, polski podpułkownik, inżynier architekt, kartograf, malarz, prozaik, poeta (zm. 1995)
  - Józef Jungrav, polski pułkownik pilot (zm. 1952)
- 1898 – Einar Landvik, norweski kombinator norweski (zm. 1993)
- 1899 – Burt Munro, nowozelandzki motocyklista, konstruktor (zm. 1978)
- 1900:
  - Weselin Beszewliew, bułgarski historyk, filolog (zm. 1992)
  - Władysław Leopold Frydrych, polski malarz, pedagog (zm. 1972)
  - Kondrat Mielnik, radziecki generał porucznik (zm. 1971)
- 1901:
  - Ed Begley, amerykański aktor (zm. 1970)
  - Raymond Firth, brytyjski antropolog, etnolog pochodzenia nowozelandzkiego (zm. 2002)
  - Janusz Makarczyk, polski oficer artylerii, dziennikarz, prozaik, dramaturg, dyplomata (zm. 1960)
- 1902:
  - Marie-Josephine Gaudette, amerykańsko-włoska zakonnica, superstulatka kanadyjskiego pochodzenia (zm. 2017)
  - Joseph Warkany, austriacko-amerykański pediatra, teatrolog, polityk, artysta (zm. 1992)
- 1903:
  - Frankie Carle, amerykański pianista (zm. 2001)
  - Kazimierz Majewski, polski historyk, archeolog (zm. 1981)
- 1904 – Vjekoslav Vrančić, chorwacki major, polityk, pisarz, działacz emigracyjny (zm. 1990)
- 1905:
  - Karol Olgierd Borchardt, polski kapitan żeglugi wielkiej, pisarz, marynista (zm. 1986)
  - Wanda Chodkowska, polska zakonnica, żołnierz AK (zm. 1944)
  - Albrecht Mertz von Quirnheim, niemiecki pułkownik, działacz opozycji antyhitlerowskiej (zm. 1944)
  - Pote Sarasin, tajski prawnik, dyplomata, polityk, premier Tajlandii, sekretarz generalny SEATO (zm. 2000)
- 1906:
  - Aleksander Kremieniecki, polski porucznik pilot (zm. 1935)
  - Janusz Ziejewski, polski aktor (zm. 1973)
- 1907 – Horst von Waldthausen, szwajcarski kierowca wyścigowy (zm. 1933)
- 1908:
  - Helmut Käutner, niemiecki reżyser filmowy (zm. 1980)
  - David Lean, brytyjski reżyser i producent filmowy (zm. 1991)
  - Henri Rochereau, francuski polityk (zm. 1999)
- 1909 – Maria von Maltzan, niemiecka arystokratka, działaczka opozycji antyhitlerowskiej (zm. 1997)
- 1910:
  - Bencijjon Netanjahu, izraelski historyk, działacz syjonistyczny (zm. 2012)
  - Magda Olivero, włoska śpiewaczka operowa (sopran) (zm. 2014)
- 1911:
  - Peter-Erich Cremer, niemiecki podwodniak (zm. 1992)
  - Jack Ruby, amerykański przedsiębiorca, zamachowiec pochodzenia żydowskiego (zm. 1967)
- 1912:
  - Jan Gonga Martínez, hiszpański działacz Akcji Katolickiej, męczennik, błogosławiony (zm. 1936)
  - Jean Vilar, francuski reżyser teatralny, aktor (zm. 1971)
- 1914:
  - Norman Borlaug, amerykański biolog, laureat Pokojowej Nagrody Nobla pochodzenia norweskiego (zm. 2009)
  - Daan Kagchelland, holenderski żeglarz sportowy (zm. 1998)
- 1915:
  - Włodzimierz Dudek, polski piłkarz, trener (zm. 1977)
  - Georg Wilhelm von Hannover, niemiecki arystokrata (zm. 2006)
- 1916:
  - Eugène Moke Motsüri, kongijski duchowny katolicki, biskup pomocniczy Kinszasy (zm. 2015)
  - Josef Stimpfle, niemiecki duchowny katolicki, biskup Augsburga (zm. 1996)
  - Józef Urbanowicz, polski generał broni (zm. 1989)
- 1917:
  - Werner Hardmo, szwedzki lekkoatleta, chodziarz (zm. 2010)
  - Marian Horst, polski bakteriolog, epidemiolog (zm. 2001)
  - Grady Lewis, amerykański koszykarz, trener (zm. 2009)
  - Edward Strzelecki, polski dziennikarz i działacz sportowy (zm. 1984)
- 1918 – Stefan Skoczylas, polski wydawca i redaktor prasy podziemnej, żołnierz Batalionów Chłopskich (zm. 1945)
- 1919 – Frans van der Veen, holenderski piłkarz (zm. 1975)
- 1920:
  - Paul Scott, brytyjski prozaik, poeta, dramaturg (zm. 1978)
  - Patrick Troughton, brytyjski aktor (zm. 1987)
- 1921:
  - Aleksandra, księżniczka grecka, królowa Jugosławii (zm. 1993)
  - Mary Douglas, amerykańska antropolog (zm. 2007)
  - Nancy Kelly, amerykańska aktorka (zm. 1995)
  - Hans Guido Mutke, niemiecki pilot wojskowy (zm. 2004)
  - Simone Signoret, francuska aktorka (zm. 1985)
- 1922:
  - Wołodymyr Doroszenko, ukraiński architekt (zm. 2019)
  - Ludmiła Hirnle, polska kardiolog (zm. 2011)
  - Tadeusz Obłąk, polski jezuita, misjonarz (zm. 2006)
  - Stephen Toulmin, brytyjski filozof (zm. 2009)
  - Wiesław Tyczyński, polski podporucznik, żołnierz AK, uczestnik powstania warszawskiego (zm. 1944)
- 1923:
  - Aleksiej Babienko, radziecki pułkownik pilot (zm. 1996)
  - Marian Dobrosielski, polski filozof, dyplomata, działacz komunistyczny, tłumacz (zm. 2022)
  - Wim van Est, holenderski kolarz torowy i szosowy (zm. 2003)
- 1924:
  - Roberts Blossom, amerykański aktor (zm. 2011)
  - Machiko Kyō, japońska aktorka (zm. 2019)
  - József Zakariás, węgierski piłkarz, trener (zm. 1971)
- 1925:
  - Aleksandr Czekalin, radziecki partyzant (zm. 1941)
  - Don Freeland, amerykański kierowca wyścigowy (zm. 2007)
  - Vladimír Kobera, czeski trener hokejowy (zm. 1994)
  - Bogusław Lambach, polski operator filmowy (zm. 1988)
  - Flannery O’Connor, amerykańska pisarka (zm. 1964)
- 1926:
  - Danuta Duszniak, polska projektantka ceramiki (zm. 2025)
  - Stefan Kacperski, polski prawnik, sędzia, działacz turystyczny (zm. 1976)
  - Wiesława Mazurkiewicz, polska aktorka (zm. 2021)
  - Fernando Morán López, hiszpański dyplomata, polityk, minister spraw zagranicznych, eurodeputowany (zm. 2020)
  - Riz Ortolani, włoski kompozytor muzyki filmowej (zm. 2014)
  - László Papp, węgierski bokser, trener (zm. 2003)
- 1927:
  - Leslie Claudius, indyjski hokeista na trawie (zm. 2012)
  - Eugeniusz Czajka, polski hokeista na trawie (zm. 2011)
- 1928:
  - Joanna Kulmowa, polska pisarka, satyryk, tłumaczka (zm. 2018)
  - James Lovell, amerykański pilot wojskowy, komandor US Navy, astronauta (zm. 2025)
- 1929:
  - Cecil Taylor, amerykański pianista jazzowy, poeta (zm. 2018)
  - Aleksandr Wołkow, radziecki marszałek lotnictwa (zm. 2005)
- 1930:
  - Julia Gippenrejter, rosyjska psycholog, wykładowczyni akademicka
  - Robert Mouynet, francuski piłkarz
  - Jan Piński, polski bokser (zm. 1979)
  - Hugo Weczerka, niemiecki historyk, wykładowca akademicki (zm. 2021)
- 1931:
  - John Eddy, amerykański astronom (zm. 2009)
  - Catherine Gibson, brytyjska pływaczka (zm. 2013)
  - Bohumil Golian, słowacki siatkarz (zm. 2012)
  - Katarzyna Sójka-Zielińska, polska historyk prawa, wykładowczyni akademicka (zm. 2019)
- 1932:
  - Jerzy Bowszyc, polski dermatolog, wenerolog, wykładowca akademicki (zm. 2014)
  - Bronisław Burlikowski, polski filozof, wykładowca akademicki (zm. 2016)
  - Krzysztof Groniowski, polski historyk, wykładowca akademicki (zm. 2012)
  - Czesław Kubiak, polski hokeista na trawie (zm. 1996)
  - Bill Marriott, amerykański przedsiębiorca
  - Toshio Matsumoto, japoński reżyser i scenarzysta filmowy (zm. 2017)
  - Wiesław Myśliwski, polski pisarz
  - Stanisław Pieniak, polski rolnik, polityk, poseł na Sejm PRL (zm. 1993)
  - Matthew Francis Ustrzycki, kanadyjski duchowny katolicki, biskup pomocniczy Hamilton pochodzenia polskiego
  - Peter Walker, brytyjski polityk (zm. 2010)
- 1933:
  - Józef Czyż, polski uczestnik podziemia antykomunistycznego (zm. 1950)
  - Mariusz Gorczyński, polski aktor (zm. 1990)
  - Sarah Marshall, brytyjska aktorka (zm. 2014)
  - Henio Żytomirski, żydowski chłopiec (zm. 1942)
- 1934:
  - Ján Findra, słowacki językoznawca, wykładowca akademicki (zm. 2019)
  - Vangjo Kosta, albański reżyser i śpiewak operowy (tenor)
  - Lucjan Mieczkowski, polski dyplomata (zm. 2023)
  - Alexis Sarei, papuaski duchowny katolicki, dyplomata, polityk, separatysta (zm. 2014)
  - Gloria Steinem, amerykańska dziennikarka, feministka
  - Stanisław Swatowski, polski lekkoatleta, sprinter (zm. 2008)
- 1935:
  - Stanisław Baranowski, polski glacjolog, klimatolog, badacz polarny (zm. 1978)
  - Izabella Cywińska, polska reżyserka teatralna i filmowa, krytyk teatralny, polityk, minister kultury i sztuki (zm. 2023)
  - Flash Elorde, filipiński bokser (zm. 1985)
  - Ryszard Fischbach, polski aktor (zm. 1987)
  - Jan Naskręt, polski działacz opozycji antykomunistycznej
  - Józef Półćwiartek, polski historyk, regionalista (zm. 2024)
- 1936:
  - Jerzy Pancek, polski kolarz szosowy, trener (zm. 2011)
  - Lawrence Gordon, amerykański producent filmowy
  - Stanisław Kamiński, polski konstruktor lotniczy (zm. 1991)
  - Carl Kaufmann, niemiecki lekkoatleta, sprinter (zm. 2008)
  - Neelamperoor Madhusoodanan Nair, indyjski pisarz, poeta (zm. 2021)
  - Bohdan Roliński, polski dziennikarz (zm. 2017)
  - Jerzy Wandzioch, polski szablista, trener (zm. 2009)
- 1937:
  - Onésimo Cepeda Silva, meksykański duchowny katolicki, biskup Ecatepec (zm. 2022)
  - Imre Mathesz, węgierski piłkarz, trener (zm. 2010)
  - Marija Pachomienko, rosyjska piosenkarka (zm. 2013)
- 1938:
  - Fritz d’Orey, brazylijski kierowca wyścigowy (zm. 2020)
  - Publio Fiori, włoski prawnik, polityk, minister transportu (zm. 2024)
  - Denis Kiwanuka Lote, ugandyjski duchowny katolicki, biskup Kotido, arcybiskup Tororo (zm. 2022)
  - Leszek Łukaszuk, polski fizyk teoretyk (zm. 2007)
  - Gabriel Jan Mincewicz, litewski muzykolog, polityk, działacz polonijny (zm. 2016)
- 1939:
  - Juan Alves, argentyński kolarz torowy i szosowy (zm. 2009)
  - Janusz Bielański, polski duchowny katolicki, ksiądz, infułat, kanonik gremialny Krakowskiej Kapituły Katedralnej (zm. 2018)
  - D.C. Fontana, amerykańska scenarzystka telewizyjna (zm. 2019)
  - Regina Pisarek, polska piosenkarka (zm. 1998)
  - Henryk Słonina, polski polityk, samorządowiec, prezydent Elbląga (zm. 2020)
  - Ryszard Żuberek, polski fizyk, wykładowca akademicki
- 1941:
  - Béla Balás, węgierski duchowny katolicki, biskup Kaposváru
  - Erhard Busek, austriacki prawnik, polityk, minister edukacji, wicekanclerz (zm. 2022)
  - Alphonse Poaty-Souchlaty, kongijski polityk, minister finansów, minister handlu oraz małych przedsiębiorstw, premier Konga (zm. 2024)
  - Jacques Simon, francuski piłkarz (zm. 2017)
  - Władysław Skalski, polski polityk, działacz opozycji antykomunistycznej (zm. 2011)
- 1942:
  - Ana Blandiana, rumuńska poetka, eseistka
  - Michal Dočolomanský, słowacki aktor (zm. 2008)
  - Aretha Franklin, amerykańska piosenkarka (zm. 2018)
  - José Germano de Sales, brazylijski piłkarz (zm. 1998)
  - Aleksander Sopliński, polski lekarz, samorządowiec, polityk, poseł na Sejm RP (zm. 2021)
  - Suravaram Sudhakar Reddy, indyjski polityk komunistyczny
- 1943:
  - Paul Michael Glaser, amerykański reżyser filmowy
  - Paweł Ledniow, rosyjski pięcioboista nowoczesny (zm. 2010)
- 1944:
  - Szemarjahu Ben-Cur, izraelaki politolog, polityk
  - Andrzej Brzeski, polski muzyk jazzowy i bluesowy, kompozytor (zm. 2010)
  - Noëlle Cordier, francuska piosenkarka
  - Roland Guneš, rumuński piłkarz ręczny
  - Stefan (Korzun), białoruski biskup prawosławny
- 1945:
  - Iwan Jedieszko, białoruski koszykarz
  - Gert-Dietmar Klause, niemiecki biegacz narciarski
- 1946:
  - Daniel Bensaïd, francuski filozof, polityk, trockista (zm. 2010)
  - Robin Hahnel, amerykański ekonomista
  - Maurice Krafft, francuski wulkanolog (zm. 1991)
  - Julio Parrilla Díaz, hiszpański duchowny katolicki, biskup diecezjalny Riobamby
  - Hans Pirkner, austriacki piłkarz (zm. 2025)
  - Gerard John Schaefer, amerykański seryjny morderca (zm. 1995)
- 1947:
  - Ibrahim al-Dżafari, iracki polityk, premier Iraku
  - Elton John, brytyjski piosenkarz, pianista, kompozytor
  - Marian Janusz Kawałko, polski poeta, tłumacz, krytyk literacki, publicysta (zm. 2017)
  - Gabriel Retes, meksykański aktor, reżyser, scenarzysta i producent filmowy (zm. 2020)
- 1948
  - Bonnie Bedelia, amerykańska aktorka
  - Maria Potępa, polska lekarka, polityk, poseł na Sejm RP
- 1949:
  - Kaja Danczowska, polska skrzypaczka, pedagog
  - Bob Ezrin, kanadyjski muzyk, producent muzyczny
  - Helena Šikolová, czeska biegaczka narciarska
- 1950:
  - José Manuel Esnal, hiszpański trener piłkarski
  - Zygmunt Jakubczyk, polski polityk, poseł na Sejm RP
  - Wolfgang Laib, niemiecki artysta
  - Enrico Pavoni, włoski przedsiębiorca (zm. 2012)
  - Wojciech Pietranik, polski rzeźbiarz, medalier
- 1951:
  - Aadu Must, estoński historyk, samorządowiec, polityk, przewodniczący Rady Bałtyckiej (zm. 2023)
  - Jacek Poletyło, polski brydżysta, sędzia i instruktor brydżowy
  - Tomomi Tsuruta, japoński zapaśnik, wrestler (zm. 2000)
- 1952:
  - Stephen Dorrell, brytyjski polityk
  - Jan Draus, polski historyk, wykładowca akademicki, polityk, senator RP
  - Jung Chang, brytyjska pisarka pochodzenia chińskiego
  - Manula Kalicka, polska dziennikarka, pisarka
  - Antanas Mockus, kolumbijski matematyk, filozof, wykładowca akademicki, polityk pochodzenia litewskiego
  - Audrey Reid, jamajska lekkoatletka, skoczkini wzwyż i sprinterka
  - Abdullah Zeneli, albański pisarz, wydawca
- 1953:
  - Christos Ardizoglu, grecki piłkarz
  - Wojciech Gawroński, polski kajakarz górski, trener, lekarz, wykładowca akademicki
  - Vesna Pusić, chorwacka filozof, socjolog, wykładowczyni akademicka, polityk
  - Zbigniew Trybek, polski fotoreporter (zm. 2006)
- 1954:
  - Bendt Bendtsen, duński polityk, eurodeputowany
  - Shaip Beqiri, albański poeta, tłumacz, wydawca
  - Guglielmo Borghetti, włoski duchowny katolicki, biskup Albengi-Imperii
  - Claver Kamanya, tanzański lekkoatleta, sprinter
  - Ecaterina Oancia, rumuńska wioślarka (zm. 2024)
  - Ľubomír Párička, słowacki artysta ludowy
  - Gergina Skerłatowa, bułgarska koszykarka
  - Stanisław Żabiński, polski lekkoatleta, oszczepnik
  - Hanna Żakowska, polska ekonomistka, wykładowczyni akademicka
- 1955:
  - Cristóbal Ascencio García, meksykański duchowny katolicki, biskup Apatzingán
  - Gojko Kličković, bośniacki polityk narodowości serbskiej
- 1956:
  - Aleksandr Koczijew, rosyjski szachista
  - Jerzy Materna, polski polityk, poseł na Sejm RP
  - Jefim Szyfrin, rosyjski aktor
  - Wojciech Ziemniak, polski polityk, poseł na Sejm RP
- 1957:
  - Joseph Nguyen, kanadyjski duchowny katolicki pochodzenia wietnamskiego, biskup Kamloops
  - Ryszard Orłowski, polski piłkarz, trener
  - Aleksandr Puczkow, rosyjski lekkoatleta, płotkarz (zm. 2024)
- 1958:
  - John Ensign, amerykański polityk, senator
  - Andrzej Gołda, polski dziennikarz, scenarzysta filmowy
  - Emil Hakl, czeski pisarz
  - Manuel Serifo Nhamadjo, gwinejski polityk, p.o. prezydenta Gwinei Bissau (zm. 2020)
  - Amy Pascal, amerykańska producentka filmowa
  - Andrzej Połeć, polski producent filmowy (zm. 2019)
- 1959:
  - Jan Bronś, polski samorządowiec, burmistrz Oleśnicy
  - Jacek Rybicki, polski nauczyciel, związkowiec, polityk, poseł na Sejm RP (zm. 2024)
  - Zbigniew Sprycha, polski malarz, pedagog (zm. 2024)
  - Cecilia Stegö Chilò, szwedzka dziennikarka, menedżer, polityk, minister kultury (zm. 2025)
  - Joanna Stempińska, polska historyk sztuki, tłumaczka, dyplomatka
  - Przemysław Sytek, polski przedsiębiorca, polityk, poseł na Sejm RP
- 1960:
  - Barbara Chyrowicz, polska zakonnica, filozof, etyk, bioetyk
  - Juha Hirvi, fiński strzelec sportowy
  - Peter O’Brien, australijski aktor, reżyser telewizyjny pochodzenia irlandzkiego
  - Peter Seisenbacher, austriacki judoka
  - Brenda Strong, amerykańska aktorka
  - Chad Wackerman, amerykański muzyk, instrumentalista, kompozytor, perkusista jazzowy i rockowy
- 1961:
  - Reggie Fils-Aimé, amerykański przedsiębiorca
  - Makoto Ozone, japoński pianista jazzowy
  - Jette Sørensen, duńska wioślarka (sterniczka)
  - John Stockwell, amerykański aktor, reżyser, scenarzysta i producent filmowy i telewizyjny
  - Yoon Deok-yeo, południowokorwański piłkarz
- 1962:
  - Wiesław Błach, polski judoka, trener
  - Marcia Cross, amerykańska aktorka
  - Grzegorz Kuczeriszka, polski reżyser i operator filmowy
  - Fernando Martín, hiszpański koszykarz (zm. 1989)
  - Krzysztof Miller, polski skoczek do wody, fotoreporter (zm. 2016)
  - Leon Wood, amerykański koszykarz
- 1963:
  - Malika Benarab-Attou, francuska ekonomistka, polityk pochodzenia kabylskiego
  - Jan (Choma), białoruski biskup prawosławny
  - Rudolf Roháček, czeski hokeista, trener
  - Bohdan Samardak, ukraiński pilarz, trener
  - Jaime Vera, chilijski piłkarz
- 1964:
  - Robert Gaweł, polski historyk, samorządowiec, senator RP
  - (lub 15 marca) Ireneusz Loth, polski muzyk, perkusista, kompozytor, założyciel zespołu KAT
  - René Meulensteen, holenderski trener piłkarski
  - Kārlis Muižnieks, łotewski koszykarz, trener
  - Aleksiej Prokurorow, rosyjski biegacz narciarski (zm. 2008)
  - Richard Vivien, francuski kolarz szosowy
- 1965:
  - Barry Abdullaje, polski aktor niezawodowy pochodzenia gwinejskiego
  - Raffaella Baracchi, włoska aktorka
  - Avery Johnson, amerykański koszykarz, trener
  - Stefka Kostadinowa, bułgarska lekkoatletka, skoczkini wzwyż
  - Sarah Jessica Parker, amerykańska aktorka
- 1966:
  - Tom Glavine, amerykański baseballista
  - Humberto González, meksykański bokser
  - Jeff Healey, kanadyjski muzyk (zm. 2008)
  - Janusz Kotowski, polski samorządowiec, prezydent Ostrołęki
  - Dmitrij Kwartalnow, rosyjski hokeista, trener
  - Witold Mroziewski, polski duchowny katolicki, biskup pomocniczy Brooklynu
  - Franco de Peña, wenezuelski reżyser filmowy
- 1967:
  - Matthew Barney, amerykański artysta, filmowiec
  - Brigitte McMahon, szwajcarska triathlonistka
  - Paulão, brazylijski piłkarz
- 1968:
  - Andrzej Artymowicz, polski reżyser dźwięku
  - Marek Czyż, polski dziennikarz i prezenter telewizyjny
  - Sandro Gozi, włoski prawnik, polityk
  - Sławomir Świstek, polski piłkarz (zm. 2021)
- 1969:
  - Marcin Jahr, polski muzyk jazzowy
  - Tomasz Lewandowski, polski gitarzysta, wokalista, członek zespołu Kinsky
  - Murtaz Szelia, gruziński piłkarz
  - Jeffrey Walker, brytyjski muzyk, wokalista, kompozytor, autor tekstów, członek zespołów: Carcass i Brujeria
- 1970:
  - Jarosław Klimaszewski, polski samorządowiec, prezydent Bielska-Białej
  - Magnus Larsson, szwedzki tenisista
  - Yasser Rayyan, egipski piłkarz
- 1971:
  - Ian Cox, trynidadzko-tobagijski piłkarz
  - Stacy Dragila, amerykańska lekkoatletka, tyczkarka
  - Sheryl Swoopes, amerykańska koszykarka
- 1972:
  - Roberto Acuña, paragwajski piłkarz pochodzenia argentyńskiego
  - Naftali Bennett, izraelski polityk
  - Erna Brinkman, holenderska siatkarka
  - Sébastien Flute, francuski łucznik
  - Izabella Woszczyńska, polska siatkarka
- 1973:
  - Michaela Dorfmeister, austriacka narciarka alpejska
  - Anders Fridén, szwedzki wokalista, członek zespołów: In Flames i Passenger
  - Radosław Rybak, polski siatkarz
  - Marcin Wrona, polski reżyser scenarzysta i producent filmowy (zm. 2015)
- 1974:
  - Laz Alonso, amerykański aktor
  - Graham Cantwell, irlandzki reżyser filmowy i telewizyjny
  - Jelena Czałych, rosyjska kolarka szosowa i torowa
  - Glenn Garrison, amerykański zapaśnik
  - Andriej Nikoliszyn, rosyjski hokeista pochodzenia ukraińskiego
  - Finley Quaye, brytyjski muzyk i wokalista reggae
  - Ksienija Rappoport, rosyjska aktorka
  - Magdalena Stużyńska-Brauer, polska aktorka
  - Sumiko Yokoyama, japońska biegaczka narciarska
- 1975:
  - Juvenile, amerykański raper
  - Jere Karalahti, fiński hokeista
  - Sofia Karlsson, szwedzka piosenkarka, kompozytorka, autorka tekstów, producentka muzyczna
  - Arkadiusz Klimek, polski piłkarz
  - Tomasz Paluch, polski piłkarz ręczny
  - Gonzalo Romero, gwatemalski piłkarz
- 1976:
  - Cha Tae-hyun, południowokoreański piosenkarz, aktor
  - Jawor Christow, bułgarski łucznik
  - Thomas Frandsen, duński piłkarz
  - Christoph Gruber, austriacki narciarz alpejski
  - Wołodymyr Kłyczko, ukraiński bokser
  - Marcin Mentel, polski gitarzysta, członek zespołów: Closterkeller, Lorien i Night Rider
  - Nanako Takushi, japońska wokalistka, członkini zespołów: Super Monkey’s i MAX
- 1977:
  - Tommy Herzog, szwajcarski bobsleista
  - Ilona Hlaváčková, czeska pływaczka
  - Sylwia Jaskulska, polska samorządowiec, nauczycielka, członek zarządu województwa warmińsko-mazurskiego
  - Édgar Ramírez, wenezuelski aktor
  - Andri Sigþórsson, islandzki piłkarz
  - Irina Stankina, rosyjska lekkoatletka, chodziarka
  - Dmitrij Tiomkin, kanadyjski szachista pochodzenia izraelskiego
  - Josh West, brytyjski wioślarz
- 1978:
  - Mads Andersen, duński wioślarz
  - Bartosz Król, polski wokalista rockowy
  - Nikša Skelin, chorwacki wioślarz
- 1979:
  - Muriel Hurtis-Houairi, francuska lekkoatletka, sprinterka
  - Lee Pace, amerykański aktor
- 1980:
  - Dano Heriban, słowacki aktor (zm. 2023)
  - Immanuel McElroy, amerykański koszykarz
  - Marcin Rogacewicz, polski aktor
  - Ron Spanuth, niemiecki biegacz narciarski
  - Paweł Urban, polski judoka
  - Bassirou Diomaye Faye, senegalski polityk
- 1981:
  - Magomied Abdusałamow, rosyjski bokser
  - José de Armas, wenezuelski bokser
  - Fırat Çelik, turecko-niemiecki aktor
  - Julian de Guzman, kanadyjski piłkarz pochodzenia filipińskiego
  - Gabriella Kain, szwedzka piłkarka ręczna, bramkarka
  - Park Yong-ho, południowokoreański piłkarz
- 1982:
  - Sean Faris, amerykański aktor
  - Nadine Krause, niemiecka piłkarka ręczna
  - Danica Patrick, amerykańska zawodniczka wyścigów samochodowych
- 1983:
  - Anna Maria Buczek, polska aktorka
  - Njazi Kuqi, fiński piłkarz pochodzenia kosowskiego
  - Magdalena Nykiel, polska biathlonistka
  - Sanja Starović, serbska siatkarka
  - Porter Troupe, amerykański koszykarz
  - Małgorzata Zofia Zawadzka, polska aktorka
- 1984:
  - Yacine Hima, algierski piłkarz
  - Quinton Hosley, amerykański koszykarz
  - Michał Wołoszyn, polski koszykarz
- 1985:
  - Víctor Cáceres, paragwajski piłkarz
  - Benito Guerra Jr., meksykański kierowca rajdowy
- 1986:
  - Marco Belinelli, włoski koszykarz
  - Kyle Lowry, amerykański koszykarz
  - Güldeniz Paşaoğlu, turecka siatkarka
  - Ignacy Rudawiec, polski judoka
  - Akvilė Stapušaitytė, litewska badmintonistka
- 1987:
  - Duygu Bal, turecka siatkarka
  - Bruce Djite, australijski piłkarz
  - Abdalaati Iguider, marokański lekkoatleta, średniodystansowiec
  - Anton Krysanow, rosyjski hokeista
  - Adam Linowski, polski koszykarz
  - Victor Obinna, nigeryjski piłkarz
- 1988:
  - Darrell Arthur, amerykański koszykarz
  - Erik Knudsen, kanadyjski aktor pochodzenia duńsko-szkockiego
  - Ryan Lewis, amerykański didżej, producent muzyczny
  - Tacciana Markiewicz, białoruska siatkarka
  - Gabriele Maruotti, włoski siatkarz
  - Erica Moore, amerykańska lekkoatletka, biegaczka średniodystansowa
  - Adam Pålsson, szwedzki aktor
  - Em-orn Phanusit, tajska siatkarka
  - Mitchell Watt, australijski lekkoatleta, skoczek w dal
  - Christos Wolikakis, grecki kolarz torowy i szosowy
- 1989:
  - James Anderson, amerykański koszykarz
  - Matthew Beard, brytyjski aktor
  - Alyson Michalka, amerykańska piosenkarka, aktorka
  - Armando Pulido, meksykański piłkarz
  - Scott Sinclair, angielski piłkarz
- 1990:
  - Maksim Czudinow, rosyjski hokeista
  - Mehmet Ekici, turecki piłkarz
  - Josué Martínez, kostarykański piłkarz
  - Lorenzo Richelmy, włoski aktor
  - Konstantin Sawienkow, kazachski hokeista
  - Anna Svendsen, norweska biegaczka narciarska
- 1991:
  - Norajr Aslanian, ormiański piłkarz
  - Diego Calvo, kostarykański piłkarz
  - Aurelian Chițu, rumuński piłkarz
  - Dina Garipowa, rosyjska piosenkarka
  - Mike Zunino, amerykański baseballista
- 1992:
  - Shawn Jones, amerykański koszykarz
  - T.J. McConnell, amerykański koszykarz
  - Nuno Rocha, kabowerdyjski piłkarz
- 1993:
  - Patryk Broniec, polski judoka
  - Sam Johnstone, angielski piłkarz, bramkarz
  - Sebastian Kowalczyk, polski koszykarz
  - Kacper Przybyłko, polsko-niemiecki piłkarz
  - Roser Tarragó, hiszpańska piłkarka wodna
- 1994:
  - Keven Aleman, kanadyjski piłkarz pochodzenia kostarykańskiego
  - Justine Dufour-Lapointe, kanadyjska narciarka dowolna
  - Wołodymyr Herun, ukraiński koszykarz
  - Armani Moore, amerykański koszykarz
  - Sara Sakradžija, serbska siatkarka
  - Jennifer Warling, luksemburska zawodniczka karate
- 1995:
  - Gerrit Holtmann, niemiecki piłkarz
  - Irina Kaziulina, kazachska zapaśniczka
  - Abdullah Qazi, pakistański piłkarz
  - Elias Tollinger, austriacki skoczek narciarski
- 1996:
  - Jessica Inchude, lekkoatletka z Gwinei Bissau, miotaczka
  - Mariusz Konopatzki, polski koszykarz
  - Richárd Rapport, węgierski szachista
  - Su Zent, turecka siatkarka
- 1997:
  - Bartłomiej Bis, polski piłkarz ręczny
  - Rafael Filho, brazylijski zapaśnik
  - Tyler Hall, amerykański koszykarz
- 1998:
  - Patryk Dziczek, polski piłkarz
  - Rabii Regani, marokański zapaśnik
  - Kacper Traczyk, polski koszykarz
  - Jocelyn Willoughby, amerykańska koszykarka
- 1999:
  - Iann Dior, portorykańsko-amerykański raper, piosenkarz, autor tekstów
  - Mikey Madison, amerykańska aktorka
  - Óscar Santis, gwatemalski piłkarz
- 2000:
  - Ozan Kabak, turecki piłkarz
  - Tom McGill, kanadyjski piłkarz, bramkarz pochodzenia angielskiego
  - Nurbergen Nurłychasym, kazachski kolarz szosowy
  - Camden Pulkinen, amerykański łyżwiarz figurowy
  - Sha’Carri Richardson, amerykańska lekkoatletka, sprinterka
  - Jadon Sancho, angielski piłkarz pochodzenia trynidadzkiego
- 2001:
  - Hajsam Asiri, saudyjski piłkarz
  - Jhomier Guerrero, kolumbijski piłkarz
- 2003:
  - Wiktorija Łazarienko, rosyjska narciarka dowolna
  - Magdalena Niemczyk, polska lekkoatletka, sprinterka
- 2004:
  - Lukas Bergmann, brazylijski siatkarz pochodzenia niemieckiego
  - Ignacio Buse, peruwiański tenisista
  - Selina Grotian, niemiecka biathlonistka

## Zmarli
- 1005 – Kenneth III, król Szkocji (ur. ?)
- 1053 – Prokop z Sazawy, czeski opat, święty (ur. ok. 970)
- 1189 – Fryderyk Przemyślida, książę Czech (ur. 1142)
- 1223 – Alfons II Gruby, król Portugalii (ur. 1185)
- 1289 – Bentivenga da Bentivengi, włoski kardynał (ur. 1230)
- 1323 – Maria Węgierska, królowa Neapolu (ur. ok. 1257)
- 1458 – Iñigo López de Mendoza, hiszpański poeta (ur. 1398)
- 1500 – Bartolomé Martí, hiszpański duchowny katolicki, biskup Segorbe, biskup Toul, kardynał (ur. ?)
- 1549 – Veit Dietrich, niemiecki działacz reformacji (ur. 1508)
- 1558:
  - Girolamo Doria, włoski kardynał (ur. 1495)
  - Marcos de Niza, hiszpański zakonnik, odkrywca (ur. ok. 1495)
- 1570 – Johann Walter, niemiecki kompozytor, kantor, kapelmistrz (ur. 1496)
- 1571 – Giovanni Animuccia, włoski kompozytor (ur. ok. 1500)
- 1586 – Małgorzata Clitherow, angielska męczennica i święta katolicka (ur. 1556)
- 1602 – Joachim Fryderyk, książę brzeski (ur. 1550)
- 1609 – Jan Wilhelm, książę Kleve, Jülich i Bergu, hrabia Mark i Ravensbergu, ostatni władca połączonych księstw westfalskich, biskup elekt Münsteru i administrator tego biskupstwa (ur. 1562)
- 1620 – Johannes Nucius, niemiecki kompozytor (ur. ok. 1556)
- 1625 – Giambattista Marino, włoski poeta (ur. 1569)
- 1646 – Andrzej Stanisław Sapieha, marszałek Trybunału Głównego Wielkiego Księstwa Litewskiego, kasztelan wileński i trocki (ur. 1592)
- 1677 – Václav Hollar, czeski rytownik, rysownik (ur. 1607)
- 1695 – Ludwika Karolina Radziwiłł, polska księżna, margrabina brandenburska (ur. 1667)
- 1712 – Nehemiah Grew, angielski lekarz, botanik (ur. 1641)
- 1717 – Albrycht Radziwiłł, marszałek Trybunału Głównego Wielkiego Księstwa Litewskiego, starosta rzeczycki, uczestnik konfederacji barskiej (zm. po 1790)
- 1732 – Łucja Filippini, włoska zakonnica, święta (ur. 1672)
- 1736 – Nicholas Hawksmoor, brytyjski architekt (ur. ok. 1661)
- 1738 – Turlough O’Carolan, irlandzki kompozytor, harfista, poeta (ur. 1670)
- 1740 – Gabriel Bömeln, niemiecki prawnik, dyplomata, burmistrz i burgrabia królewski Gdańska (ur. 1658)
- 1751 – Fryderyk I Heski, król Szwecji (ur. 1676)
- 1765 – Kazimierz Józef Dąmbski, polski szlachcic, polityk (ur. 1701)
- 1789 – Julia von Voss, meklemburska arystokratka (ur. 1766)
- 1801 – Novalis, niemiecki poeta, prozaik (ur. 1772)
- 1805 – George Lennox, brytyjski arystokrata, generał, polityk (ur. 1737)
- 1812 – Aleksy Drewnowicz, polski polityk, burmistrz Łodzi (ur. 1739)
- 1818:
  - Henry Lee III, amerykański generał, polityk (ur. 1756)
  - Caspar Wessel, norwesko-duński matematyk (ur. 1745)
- 1855 – Józef Koriot, polsko-rosyjski dowódca wojskowy, kartograf, topograf pochodzenia niemieckiego (ur. 1785)
- 1860 – James Braid, szkocki neurochirurg (ur. 1795)
- 1865 – Feliks Paweł Jarocki, polski zoolog (ur. 1790)
- 1867 – Friedlieb Ferdinand Runge, niemiecki chemik (ur. 1795)
- 1873 – Wilhelm Marstrand, duński malarz (ur. 1810)
- 1875 – Amédée Achard, francuski prozaik, dramaturg (ur. 1814)
- 1880 – Józef Przerwa-Tetmajer, polski matematyk, poeta, działacz narodowy, uczestnik powstania listopadowego (ur. 1804)
- 1882 – Charles de Salaberry, kanadyjski oficer, administrator (ur. 1820)
- 1895:
  - Marcin Giersz, mazurski nauczyciel, pisarz, wydawca (ur. 1808)
  - Alfons Szczerbiński, polski kompozytor (ur. 1858)
- 1900 – Jan Edward Hofmokl, polski chirurg, wykładowca akademicki (ur. 1840)
- 1903 – Hector MacDonald, brytyjski generał major (ur. 1853)
- 1906 – Aleksander Silbernik, polsko-litewski kupiec, esperantysta pochodzenia żydowskiego (ur. 1832)
- 1907 – Ernst von Bergmann, niemiecki chirurg, wykładowca akademicki (ur. 1836)
- 1908:
  - Małgorzata Flesch, niemiecka zakonnica, błogosławiona (ur. 1826)
  - Stanisław Kępiński, polski matematyk, wykładowca akademicki (ur. 1867)
- 1909 – Ruperto Chapí, hiszpański kompozytor (ur. 1851)
- 1911:
  - Shigeru Aoki, japoński malarz (ur. 1882)
  - Marian Sokołowski, polski ziemianin, porucznik, uczestnik powstania styczniowego, historyk sztuki, konserwator zabytków, muzeolog (ur. 1839)
- 1913 – Garnet Wolseley, brytyjski marszałek polny (ur. 1833)
- 1914 – Frédéric Mistral, francuski poeta, filolog, leksykograf, laureat Nagrody Nobla (ur. 1830)
- 1915 – Piotr Awtokratow, rosyjski psychiatra (ur. 1856)
- 1916 – Ishi, ostatni znany członek ludu Yana z Kalifornii (ur. ok. 1861)
- 1918:
  - Frederick C. Armstrong, kanadyjski pilot wojskowy, as myśliwski (ur. 1895)
  - Claude Debussy, francuski kompozytor (ur. 1862)
  - Andrij Kos, ukraiński adwokat, polityk (ur. 1864)
- 1919:
  - Michalina Jozafata Hordaszewska, polska zakonnica, błogosławiona (ur. 1869)
  - Wilhelm Lehmbruck, niemiecki rzeźbiarz (ur. 1881)
  - Kingo Tatsuno, japoński architekt (ur. 1854)
- 1920:
  - Mieczysław Cebula, polski rotmistrz (ur. 1894)
  - Aloys von Liechtenstein, austriacki polityk (ur. 1846)
- 1920:
  - Vilma Hugonnai, węgierska lekarka (ur. 1847)
  - Ulrich Thieme, niemiecki historyk sztuki (ur. 1865)
- 1923 – Julius Ehrentraut, niemiecki malarz, litograf (ur. 1841)
- 1925:
  - (lub 26 marca) Trinidad Pardo de Tavera, filipiński językoznawca, lekarz, botanik, historyk, filozof, polityk wykładowca akademicki pochodzenia hiszpańsko-portugalskiego (ur. 1857)
  - Kazimierz Ruszkiewicz, polski duchowny katolicki, biskup pomocniczy warszawski (ur. 1836)
- 1926:
  - Lucjusz Komarnicki, polski historyk, teoretyk literatury, pedagog (ur. 1884)
  - Zygmunt Wulfson, polski okulista (ur. 1868)
- 1927:
  - Maria-Alfonsyna Danil Ghattas, palestyńska zakonnica, święta (ur. 1843)
  - Alfred von Domaszewski, austriacki historyk, wykładowca akademicki (ur. 1856)
  - Idriz Seferi, albański działacz narodowy (ur. 1847)
- 1929 – Otokar Březina, czeski poeta, mistyk, myśliciel, eseista (ur. 1868)
- 1931:
  - Tomasz Bartkiewicz, polski kompozytor, organista (ur. 1865)
  - Ida Wells-Barnett, amerykańska socjolog, dziennikarka, działaczka społeczna (ur. 1862)
- 1932:
  - Harriet Backer, norweska malarka (ur. 1845)
  - Conrad Pochhammer, niemiecki chirurg, wykładowca akademicki (ur. 1873)
- 1933 – Erik Jan Hanussen, austriacki iluzjonista, mentalista pochodzenia żydowskiego (ur. 1889)
- 1937 – John Drinkwater, brytyjski poeta, prozaik (ur. 1882)
- 1938 – Michał Mięsowicz, polski zegarmistrz, przedsiębiorca (ur. 1864)
- 1939 – Gerhard Wagner, niemiecki lekarz, polityk nazistowski (ur. 1888)
- 1941 – Kārlis Goppers, łotewski generał (ur. 1876)
- 1942:
  - Iwan Gołubiec, radziecki żołnierz marynarki wojennej (ur. 1916)
  - Aleksander Jan Wróblewski, polski porucznik pilot (ur. 1915)
- 1943 – Hans von Tschammer und Osten, niemiecki wojskowy, działacz nazistowski i sportowy (ur. 1887)
- 1944:
  - Emilian Kowcz, ukraiński duchowny greckokatolicki, błogosławiony (ur. 1884)
  - Gustaw Nowotny, polski chirurg (ur. 1882)
- 1945:
  - Ménie Muriel Dowie, brytyjska pisarka (ur. 1867)
  - Hilary Januszewski, polski kapucyn, męczennik, błogosławiony (ur. 1907)
- 1948 – Paul Nitsche, niemiecki psychiatra (ur. 1876)
- 1949:
  - Andrij Ałyśkewycz, ukraiński działacz społeczny i kulturalny (ur. 1870)
  - August Wilhelm Hohenzollern, niemiecki książę, wojskowy (ur. 1887)
- 1950:
  - Hope Crisp, brytyjski tenisista (ur. 1884)
  - John O’Neil, amerykański rugbysta (ur. 1898)
  - Witalis (Wwiedienski), rosyjski biskup prawosławny (ur. 1870)
- 1951:
  - Zoltán Mechlovits, węgierski tenisista stołowy (ur. 1891)
  - Oscar Micheaux, amerykański reżyser, scenarzysta i producent filmowy (ur. 1884)
- 1952 – Léon Kauffman, luksemburski polityk, premier Luksemburga (ur. 1869)
- 1954 – Leon Schiller, polski reżyser, krytyk i teoretyk teatralny (ur. 1887)
- 1955:
  - Huang Binhong, chiński malarz, krytyk sztuki (ur. 1865)
  - Stanisław Sołtykiewicz, polski rotmistrz (ur. 1897)
- 1956 – Lou Moore, amerykański kierowca wyścigowy (ur. 1904)
- 1957:
  - Ernest Habicht, polski prawnik, dyplomata pochodzenia niemieckiego (ur. 1874)
  - Max Ophüls, niemiecki reżyser filmowy pochodzenia żydowskiego (ur. 1902)
  - Henryk Ostaszewski, polski prawnik, urzędnik państwowy, wojewoda białostocki (ur. 1892)
- 1959 – Albert Kruschel, amerykański kolarz szosowy (ur. 1889)
- 1960:
  - Erich Bachem, niemiecki inżynier (ur. 1906)
  - Józef Sieradzki, polski historyk (ur. 1900)
- 1961:
  - Arthur Drewry, angielski działacz sportowy, prezydent FIFA (ur. 1891)
  - Adrian Goldsmith, australijski pilot wojskowy, as myśliwski (ur. 1921)
- 1962 – Joop Carp, holenderski żeglarz sportowy (ur. 1897)
- 1963:
  - Witold Gierulewicz, polski pułkownik dyplomowany kawalerii (ur. 1896)
  - Zygmunt Klemensiewicz, polski fizyk, chemik, wykładowca akademicki, wspinacz (ur. 1886)
  - Władimir Kudriajew, radziecki polityk (ur. 1899)
  - Donald Piper, amerykański koszykarz (ur. 1911)
- 1964:
  - Willy Arend, niemiecki kolarz torowy (ur. 1876)
  - Martin Borthen, norweski żeglarz sportowy (ur. 1878)
- 1965:
  - Werner Markert, niemiecki historyk, sowietolog (ur. 1905)
  - Ladislao Vajda, węgierski reżyser i scenarzysta filmowy (ur. 1906)
- 1966 – Władimir Minorski, rosyjski historyk, iranista, turkolog (ur. 1877)
- 1968:
  - Arnulf Øverland, norweski poeta, prozaik, publicysta (ur. 1889)
  - Alfred Poniński, polski dziennikarz, dyplomata (ur. 1896)
  - Ignacy Świrski, polski duchowny katolicki, biskup siedlecki (ur. 1885)
- 1969 – Alan Mowbray, brytyjski aktor (ur. 1896)
- 1970 – Geoffrey Hilton Bowman, brytyjski pilot wojskowy, as myśliwski (ur. 1891)
- 1972:
  - Jankiel Herszkowicz, polski wokalista, autor piosenek pochodzenia żydowskiego (ur. 1910)
  - Natan Kozłowski, polsko-amerykański malarz, ilustrator pochodzenia żydowskiego (ur. 1906)
- 1973 – Edward Steichen, amerykański fotograf, malarz (ur. 1879)
- 1974 – Georges Rigal, francuski pływak, piłkarz wodny (ur. 1890)
- 1975:
  - Luigi Cambiaso, włoski gimnastyk (ur. 1895)
  - Fajsal ibn Abd al-Aziz Al Su’ud, król Arabii Saudyjskiej (ur. ok. 1906)
- 1976:
  - Josef Albers, niemiecko-amerykański artysta, teoretyk sztuki, wykładowca akademicki (ur. 1888)
  - Maria Ritter, polska malarka, rzeźbiarka (ur. 1899)
- 1977:
  - Nunnally Johnson, amerykański reżyser i scenarzysta filmowy (ur. 1897)
  - Rodolfo Walsh, argentyński pisarz, dziennikarz (ur. 1927)
- 1978 – Antoni Dąsal, polski bokser, trener (ur. 1939)
- 1979:
  - Georges Antenen, szwajcarski kolarz szosowy (ur. 1903)
  - Anton Heiller, austriacki organista, kompozytor, pedagog (ur. 1923)
- 1980:
  - Roland Barthes, francuski pisarz, krytyk literacki, filozof (ur. 1915)
  - Milton Erickson, amerykański psychiatra (ur. 1901)
  - James Wright, amerykański poeta (ur. 1927)
- 1981:
  - Michał Kwapiszewski, polski dyplomata (ur. 1884)
  - Edward Lasker, amerykański szachista pochodzenia niemieckiego (ur. 1885)
  - Jonatan Ratosz, izraelski poeta, prozaik, tłumacz, działacz syjonistyczny (ur. 1908)
- 1982:
  - Hugo Huppert, austriacki poeta, prozaik, eseista, krytyk literacki, działacz komunistyczny (ur. 1902)
  - Mərdan Musayev, radziecki starszy sierżant (ur. 1907)
  - Aleksander Schillak, polski inżynier hutnik, dyrektor zakładów hutniczych, wykładowca akademicki (ur. 1910)
- 1984:
  - Gustav Elfving, fiński statystyk, matematyk, wykładowca akademicki (ur. 1908)
  - Martin Stokken, norweski biegacz narciarski, lekkoatleta, długodystansowiec (ur. 1923)
- 1985:
  - George London, kanadyjski śpiewak operowy (bas-baryton) pochodzenia rosyjskiego (ur. 1920)
  - Sandër Prosi, albański aktor pochodzenia włoskiego (ur. 1920)
- 1986 – Tadeusz Rogalski, polski bokser (ur. 1912)
- 1987:
  - Iwan Iwanow-Wano, rosyjski reżyser filmów animowanych (ur. 1900)
  - Roman Mrugała, polski piłkarz, bramkarz, trener (ur. 1918)
- 1988 – Robert Joffrey, amerykański tancerz, choreograf (ur. 1930)
- 1989 – Sa’id al-Mufti, jordański polityk pochodzenia czerkieskiego, premier Jordanii (ur. ok. 1898)
- 1991:
  - Witalij Hołubjew, ukraiński piłkarz, trener (ur. 1926)
  - Marcel Lefebvre, francuski duchowny katolicki, arcybiskup, założyciel Bractwa Kapłańskiego Świętego Piusa X (ur. 1905)
  - Stanisław Okęcki, polski generał dywizji, historyk wojskowości, wykładowca akademicki (ur. 1908)
- 1992 – Nancy Walker, amerykańska aktorka (ur. 1922)
- 1993:
  - Borka Avramova, chorwacka rzeźbiarka (ur. 1924)
  - Michaił Badiuk, radziecki major pilot (ur. 1920)
  - Bogdan Istru, mołdawski poeta, publicysta, działacz społeczno-polityczny (ur. 1914)
  - Kazimierz Jancarz, polski duchowny katolicki, działacz opozycji antykomunistycznej (ur. 1947)
  - Stanisław Piekarczyk, polski historyk, wykładowca akademicki (ur. 1924)
  - Kazimierz Strycharzewski, polski trener siatkówki (ur. 1910)
- 1994:
  - Bernard Kangro, estoński poeta, prozaik (ur. 1910)
  - Danuta Kowalewska, polska aktorka, piosenkarka (ur. 1933)
  - Max Petitpierre, szwajcarski dyplomata, polityk, prezydent Szwajcarii (ur. 1899)
- 1995 – James Coleman, amerykański socjolog (ur. 1926)
- 1997 – Baltazar, brazylijski piłkarz (ur. 1926)
- 1998:
  - Zdzisław Kozień, polski aktor (ur. 1924)
  - Daniel Massey, brytyjski aktor (ur. 1933)
- 1999:
  - Ryszard Bakst, polski pianista (ur. 1926)
  - Henryk Batowski, polski historyk (ur. 1907)
  - Wiaczesław Czornowił, ukraiński polityk, dysydent, publicysta (ur. 1937)
- 2001 – Mattheus Pronk, holenderski kolarz torowy i szosowy (ur. 1947)
- 2002 – Jan Wiktor Nowak, polski duchowny katolicki, biskup siedlecki (ur. 1931)
- 2003:
  - José Barros Moura, portugalski prawnik, wykładowca akademicki, polityk, związkowiec (ur. 1944)
  - Sławomir Wysocki, polski gitarzysta, kompozytor, autor tekstów, członek zespołu Róże Europy (ur. 1957)
- 2004 – Krystyna Vetulani-Belfoure, polska pisarka, tłumaczka, nauczycielka (ur. 1924)
- 2005 – Jacek Jan Nowicki, polski architekt, urbanista, wykładowca akademicki (ur. 1921)
- 2006:
  - Marek Budziarek, polski teolog, historyk Kościoła (ur. 1951)
  - Władysław Fiałek, polski malarz (ur. 1915)
  - Richard Fleischer, amerykański reżyser filmowy (ur. 1916)
  - Buck Owens, amerykański gitarzysta, wokalista country, członek zespołu The Buckaroos (ur. 1929)
  - Nilmari Santini, portorykańska judoczka (ur. 1959)
  - Henryk Szwajcer, polski aktor (ur. 1916)
- 2007:
  - Jacek Lech, polski piosenkarz (ur. 1947)
  - Andranik Markarian, armeński polityk, premier Armenii (ur. 1951)
  - Lynn Merrick, amerykańska aktorka (ur. 1919)
- 2008 – Abby Mann, amerykański scenarzysta filmowy (ur. 1927)
- 2009:
  - Milan Duškov, serbski reżyser, tłumacz (ur. 1950)
  - Yukio Endō, japoński gimnastyk (ur. 1937)
  - Gábor Ocskay, węgierski hokeista (ur. 1975)
  - Giovanni Parisi, włoski bokser (ur. 1967)
  - Andrzej Trepka, polski pisarz science fiction, dziennikarz (ur. 1923)
- 2010:
  - Irena Sandecka, polska poetka, działaczka społeczna (ur. 1912)
  - Kazimirs Špoģis, łotewski polityk (ur. 1927)
  - Zdzisław Zabłotny, polski polityk, poseł na Sejm PRL (ur. 1930)
- 2011:
  - Marija Isakowa, rosyjska łyżwiarka szybka (ur. 1918)
  - Henryk Urbanowski, polski pisarz, dziennikarz (ur. 1949)
- 2012:
  - Czesław Michniak, polski pisarz, dziennikarz (ur. 1918)
  - Tony Newton, brytyjski polityk (ur. 1937)
  - Bert Sugar, amerykański dziennikarz sportowy, historyk sportu (ur. 1937)
  - Antonio Tabucchi, włoski pisarz (ur. 1943)
- 2014:
  - Jan Gross, polski duchowny luterański, ekumenista, prezes Synodu Kościoła Ewangelicko-Augsburskiego (ur. 1938)
  - Stanisław Nowicki, polski samorządowiec, burmistrz Przasnysza (ur. 1936)
  - Jonathan Schell, amerykański dziennikarz, pisarz (ur. 1943)
  - Lode Wouters, belgijski kolarz szosowy (ur. 1929)
- 2015:
  - Władysław Barcikowski, polski generał brygady, lekarz (ur. 1916)
  - Ivo Garrani, włoski aktor (ur. 1924)
  - Andrzej Urban, polski architekt (ur. 1946)
- 2016:
  - Raúl Cárdenas, meksykański piłkarz, trener (ur. 1928)
  - Imre Pozsgay, węgierski politolog, polityk (ur. 1933)
  - Lester Thurow, amerykański ekonomista (ur. 1938)
  - Adam Żurowski, polski geodeta (ur. 1929)
- 2017:
  - Józef Grabek, polski polityk (ur. 1947)
  - Alojzy Marcol, polski duchowny katolicki, teolog (ur. 1931)
  - Teodor Ojzerman, rosyjski historyk filozofii (ur. 1914)
  - Cuthbert Sebastian, karaibski polityk, gubernator generalny Saint Kitts i Nevis (ur. 1921)
  - Julian Stańczak, polski malarz (ur. 1928)
  - Paweł Zarzeczny, polski dziennikarz sportowy (ur. 1961)
- 2018:
  - Anna Kopeć, polska rolniczka, Sprawiedliwa wśród Narodów Świata (ur. 1920)
  - Ryszard Szociński, polski poeta, dziennikarz (ur. 1947)
- 2019:
  - Stanisław Dybowski, polski muzykolog, dziennikarz, pedagog, publicysta, krytyk muzyczny, wydawca (ur. 1946)
  - Stylian (Harkianakis), grecki duchowny prawosławny, arcybiskup Australii (ur. 1935)
  - Peter J. Klassen, amerykański historyk, wykładowca akademicki (ur. 1931)
- 2020:
  - John DeBrito, amerykański piłkarz (ur. 1968)
  - Paul Goma, rumuński pisarz, działacz społeczny (ur. 1935)
  - Henk Kronenberg, holenderski duchowny katolicki, biskup Bougainville (ur. 1934)
  - Joseph Ma Zhongmu, mongolski duchowny katolicki, biskup Ningxia (ur. 1919)
  - Inna Makarowa, rosyjska aktorka (ur. 1926)
  - Angelo Moreschi, włoski duchowny katolicki, wikariusz apostolski Gambelli (ur. 1952)
  - Jolanta Owidzka, polska plastyczka, twórczyni tkaniny artystycznej (ur. 1927)
- 2021:
  - Stan Albeck, amerykański koszykarz, trener (ur. 1931)
  - Richard Marsina, słowacki historyk (ur. 1923)
  - Larry McMurtry, amerykański prozaik, eseista, księgarz, scenarzysta filmowy (ur. 1936)
  - Roman Micał, polski hokeista na trawie, trener, sędzia (ur. 1939)
  - Uta Ranke-Heinemann, niemiecka teolog, pisarka, publicystka (ur. 1927)
  - Bertrand Tavernier, francuski reżyser, scenarzysta i krytyk filmowy (ur. 1941)
  - Jan Waszkiewicz, polski matematyk, działacz opozycji antykomunistycznej, samorządowiec, polityk, marszałek województwa dolnośląskiego (ur. 1944)
- 2022:
  - Andrzej Brzecki, polski neurolog, wykładowca akademicki (ur. 1921)
  - John Chapple, brytyjski marszałek polny, gubernator Gibraltaru (ur. 1931)
  - Krystyna Górska-Gołaska, polska historyk, archiwistka (ur. 1929)
  - Taylor Hawkins, amerykański perkusista, członek zespołu Foo Fighters (ur. 1972)
  - Alan Palmer, brytyjski podróżnik, autor przewodników turystycznych (ur. 1926)
- 2023:
  - Emil Boček, czeski generał armii, pilot wojskowy Royal Air Force (ur. 1923)
  - Pawieł Krotow, rosyjski narciarz dowolny (ur. 1992)
  - Ja’akow Ziw, izraelski informatyk, współtwórca algorytmów bezstratnej kompresji danych Lempel-Ziv (LZ77 i LZ78) (ur. 1931)
- 2024:
  - Andrzej Borys, polski fotografik (ur. 1949)
  - Humphrey Campbell, holenderski piosenkarz (ur. 1958)
  - Awuley Quaye, ghański piłkarz (ur. ?)
  - Jerzy Talkowski, polski ekonomista, samorządowiec, prezydent Dąbrowy Górniczej (ur. 1934)
  - Fritz Wepper, niemiecki aktor (ur. 1941)
- 2025:
  - Danuta Ćirlić-Straszyńska, polska tłumaczka, dziennikarka, publicystka (ur. 1930)
  - Andriej Martiemjanow, rosyjski hokeista, trener (ur. 1963)